# Sideloading
Sideloading beschrijft het proces van het overzetten van bestanden tussen twee lokale apparaten, in de meeste gevallen tussen een personal computer en een mobiel apparaat zoals een smartphone, gsm, tablet, draagbare mediaspeler of e-reader.
Sideloading verwijst doorgaans naar de overdracht van mediabestanden naar een mobiel apparaat via USB, Bluetooth of WiFi Het kan ook verwijzen naar het installeren van apps van webbronnen die niet door de leverancier zijn goedgekeurd.
Met betrekking tot Android betekent "sideloading" doorgaans het installeren van een applicatiepakket in APK-formaat op een Android-apparaat. Dergelijke bestanden worden meestal gedownload van websites, buiten de officiële app store Google Play.
Met betrekking tot IOS betekent "sideloading" doorgaans het installeren van een app in IPA-formaat op een Apple-apparaat, meestal door het gebruik van een computerprogramma zoals Cydia Impactor of Xcode. Op moderne versies van iOS moeten de bronnen van de apps worden vertrouwd door zowel Apple als de gebruiker in "profielen en apparaatbeheer" in instellingen, behalve wanneer jailbreak-methoden worden gebruikt om apps te sideloaden.

## Historisch
De term "sideload" werd geïntroduceerd in de late jaren 1990 door de online opslagdienst i-drive als een alternatieve manier om computerbestanden virtueel in plaats van fysiek te overbrengen en op te slaan. In plaats van een traditionele "download" van een website of FTP-site naar hun computer te initiëren, kon een gebruiker een "sideload" uitvoeren en het bestand rechtstreeks naar hun persoonlijke opslagruimte op de service laten overbrengen.
De komst van draagbare MP3-spelers in de late jaren 1990 bracht sideloading naar het grote publiek, al werd de term destijds nog niet wijdverspreid geadopteerd. 
Aan het eind van de jaren 2000, in de hoogtijdagen van de digitale vrijheidsbewegingen zoals de Piratenpartij, Anonymous, en de protesten tegen ACTA, was sideloading wijdverspreid en werd het gezien als een normaal onderdeel van digitaal eigenaarschap. Gebruikers installeerden handmatig software op hun apparaten en deelden programma’s buiten centrale platforms om. Met de opkomst van SaaS, gesloten ecosystemen, abonnementsmodellen en appwinkels in de jaren 2010 is sideloading veel minder gangbaar geworden. Op veel apparaten, met name iPhones en andere streng beheerde platformen, is sideloading beperkt of zelfs onmogelijk zonder technische omwegen zoals jailbreaken.

## Voordelen
Sideloading heeft verschillende voordelen in vergelijking met andere manieren om content naar mobiele apparaten te leveren:
- Er zijn geen geografische beperkingen voor de levering van content bij sideloading, een internetconnectie is geen vereiste.
- Er zijn geen beperkingen op welke content er gesideload kan worden. Gebruikers kunnen video's, e-books, of software sideloaden die beperkt of verboden is in hun land, inclusief materiaal met onconventionele of illegale meningen of pornografie.
- De content wordt niet gestreamd en kan permanent worden opgeslagen op het mobiele apparaat.
- Content die verwijderd is en hierdoor niet meer publiekelijk toegankelijk is, bijvoorbeeld vanwege ontdekte schendingen van licenties, kan nog steeds op een mobiel apparaat geïnstalleerd worden.